# Cesare Bonventre
Cesare „The Tall Guy“ Bonventre (* 1. Januar 1951 in Castellammare del Golfo, Sizilien; † 16. April 1984 in Bushwick, Brooklyn, New York City) war ein originärer sizilianischer Mafioso, welcher den Rang eines Caporegime der New Yorker Bonanno-Familie in Brooklyn erreichte.

## Biographie

### Frühe Jahre
Er wurde in Castellammare del Golfo auf Sizilien geboren und wurde früh Mitglied der Cosa Nostra. Bonventres Onkel war Giovanni „John“ Bonventre, ehemaliger Underboss der Bonanno-Familie und Cousin von Baldassare „Baldo“ Amato.
Boss Carmine Galante berief einige Mafia-Soldaten aus Sizilien für seine Zwecke nach New York, da er der Auffassung war, diese würden sich im Vergleich durch besondere Härte, Brutalität, Disziplin und Treue auszeichnen. Sie waren unter den Mitgliedern der Familien, die in der Regel in den USA geboren waren, nicht beliebt. Sie bezeichneten Bonventre – und die ihm unterstellten in Sizilien geborene Auswanderer – abfällig als „Zips“; mit dem sie deren originäre, schnelle und deshalb schwerverständliche Aussprache des Sizilianischen lautmalerisch umschrieben.
Bonventres Spitzname war „The Tall Guy“ (engl.: Der große Kerl), weil er fast zwei Meter groß war, und Galante bediente sich seiner als Leibwächter. Er kleidete sich modisch und verbrachte – zusammen mit anderen „Zips“ – viel Zeit im The Toyland Social Club und der Gegend um die Knickerbocker Avenue.

### Ermordung Galantes
Am 12. Juli 1979 stieg Galante vor dem Restaurant „Joe & Mary's“ in Bushwick, Brooklyn aus und wurde ermordet. Drei Männer, die mit Skimasken maskiert waren, hatten das Feuer eröffnet. Die Leibwächter Bonventre und Baldo Amato sollen in das Attentat verwickelt gewesen sein; jedenfalls verschwanden sie zusammen mit den maskierten Schützen vom Tatort.
Bonventre wurde einige Wochen später verhaftet, aber wieder freigelassen. Später kamen Gerüchte auf, die „Commission“ – als oberste Institution der US-amerikanischen Mafia – hätte den Mord an Galante bewilligt, da er seine Gewinne aus den Drogengeschäften nicht teilen wollte. Andere Stimmen sehen seine Ermordung als Verhinderung des Machtausbaus von Galante, der möglicherweise mit seinen „Zips“ und den riesigen Gewinnen ein Capo di tutti i capi werden wollte, um alle anderen Familien als Oberhaupt zu beherrschen.
Philip „Rusty“ Rastelli folgte Galante als Boss der Familie. Da er jedoch inhaftiert war, wurde Joseph Massino Underboss und stellvertretender Boss („Acting Boss“) der Familie. Bonventre wurde vom Soldato zum Caporegime befördert und wurde Teil der Crew um Salvatore Catalano in Brooklyn. Er war mit 28 Jahren der jüngste Capo, den die Bonanno-Familie bis dahin hatte und sein neues Aufgabengebiet war der Drogenschmuggel von Sizilien nach New York, deren Gesamtzusammenhang später als Pizza Connection bekannt wurde.
Bonventre beteiligte sich an einer Verschwörung von drei Capos, Alphonse „Sonny Red“ Indelicato, Phillip Giaccone und Dominick Trinchera, welche die Führung in der Bonanno-Familie übernehmen wollten. Bonventre wechselte jedoch die Seiten und die drei abtrünnigen Capos wurden 1981 von Rastelli-Anhängern ermordet.

### Tod
Dem Aufstieg Rastellis als Boss folgte eine Zeit der Unruhe. Rastelli und Massino begannen ihre familieninternen Gegner zu beseitigen. 1984 entschied Massino, dass Bonventre eine Gefahr für seine Führung darstelle und beseitigt werden müsse.
Im April 1984 nahmen die Bonanno-Mafiosi Salvatore Vitale und Louis Attanasio Bonventre zu einem Treffen mit Rastelli mit. Während Vitale am Steuer saß, schoss Attanasio Bonventre zweimal in den Kopf. Bonventre soll noch gelebt und sich gewehrt haben; in der Garage schoss ihm Attanasio dann noch zweimal in den Kopf. Die Leiche wurde in Stücke gehackt und in Fässer mit Leim in einem Geschäft in Garfield abgestellt. Diese Form der Leichenbeseitigung (am: Barrel Murder) wurde schon in der Frühzeit der Mafiaaktivitäten in New York angewendet. Nachdem die Fässer mit den Körperteilen entdeckt worden waren, brauchten Forensiker drei Monate, um sie Bonventre zuordnen zu können.
Bonventre wurde auf dem römisch-katholischen  Saint Charles Cemetery in Brooklyn beerdigt. Nach seinem Tod brachte seine Ehefrau seinen Sohn zur Welt.

### Folgen der Ermordung
Einen Monat nach der Ermordung wurde die „Pizza Connection“ enttarnt und ein Jahr nach der Ermordung begannen die Prozesse in diesem bis dahin größten Fall von organisiertem Drogenhandel.
Ein Polizeispitzel gab an, dass Cosimo Aiello der Mörder Bonventres sei. Das konnte zunächst nicht geklärt werden, da Aiello selbst sechs Monate später in einem Restaurant in Clifton, New Jersey erschossen wurde.
Im Januar 2004, fast 20 Jahre nach dem Mord, wurden Louis Attanasio, Peter Calabrese und Louis’ Bruder Robert Attanasio durch Bundesbehörden verhaftet.
Vitale kooperierte mit den Behörden und sagte aus. 2006 wurden Louis Attanasio und Calabrese wegen des Mordes zu 15 Jahren Haft verurteilt. Robert Attanasio, der das Fahrzeug nach der Ermordung gereinigt hatte, wurde zu 10 Jahren Haft verurteilt.